# Prudent (1751)
Pour les articles homonymes, voir Prudent (homonymie).
Le Prudent est un vaisseau de 74 canons à deux ponts de la marine royale, construit à Rochefort en 1751 par Pierre Morineau,. Il fut mis en chantier pendant la vague de construction qui sépare la fin de guerre de Succession d'Autriche (1748) du début de la guerre de Sept Ans (1755). Il fut engagé dans la guerre de Sept Ans et fut incendié en 1758 au siège de Louisbourg. Le Prudent est l'un des 37 vaisseaux perdus par la France pendant ce conflit.

## Caractéristiques générales
Le Prudent était un vaisseau de force de 74 canons lancé selon les normes définies dans les années 1740 par les constructeurs français pour obtenir un bon rapport coût/manœuvrabilité/armement afin de pouvoir tenir tête à la marine anglaise qui disposait de beaucoup plus de vaisseaux depuis la fin des guerres de Louis XIV. Sans être standardisé, le Prudent, partageait les caractéristiques communes de tous les « 74 canons » construits à des dizaines d’exemplaires jusqu’au début du XIXe siècle et qui répondait à la volonté des responsables navals d’exploiter au mieux cette excellente catégorie de navire de guerre.
Sa coque était en chêne. Son gréement, (mâts et vergues) était en pin. Il y avait aussi de l’orme, du tilleul, du peuplier et du noyer pour les affûts des canons, les sculptures des gaillards et les menuiseries intérieures. Les cordages (80 tonnes) et les voiles (à peu près 2 500 m2) étaient en chanvre. Un deuxième jeu de voiles et de cordages était tenu en réserve en soute. Prévu pour pouvoir opérer pendant des semaines très loin de ses bases européennes s’il le fallait, ses capacités de transport étaient considérables. Il emportait pour trois mois de consommation d’eau, complétée par six mois de vin. S’y ajoutait pour cinq à six mois de vivres, soit plusieurs dizaines de tonnes de biscuits, farine, légumes secs et frais, viande et poisson salé, fromage, huile, vinaigre, sel, sans compter du bétail sur pied qui devait être abattu au fur et à mesure de la campagne.
Le bâtiment portait l'armement habituel des « 74 canons », soit, :
- 28 canons de 36 livres dans sa première batterie ;
- 30 canons de 18 livres dans sa seconde batterie ;
- 16 canons de 8 livres sur ses gaillards.

Cette artillerie en fer pesait 215 tonnes. Lorsqu'elle tirait, elle pouvait délivrer une bordée pesant 838 livres (soit à peu près 420 kg) et le double si le navire faisait feu simultanément sur les deux bords. Le vaisseau embarquait près de 6 000 boulets pesants au total 67 tonnes. Ils étaient stockés dans des puits à boulets autour des mâts. S’y ajoutait des boulets ramés, chaînés et beaucoup de mitraille (8 tonnes). Il y avait 20 tonnes de poudre noire, stockée sous forme de gargousses ou en vrac dans les profondeurs du vaisseau. En moyenne, chaque canon disposait de 50 à 60 boulets.

## La perte du vaisseau du siège de Louisbourg

Le siège de Louisbourg en 1758, qui causa la perte du Prudent.

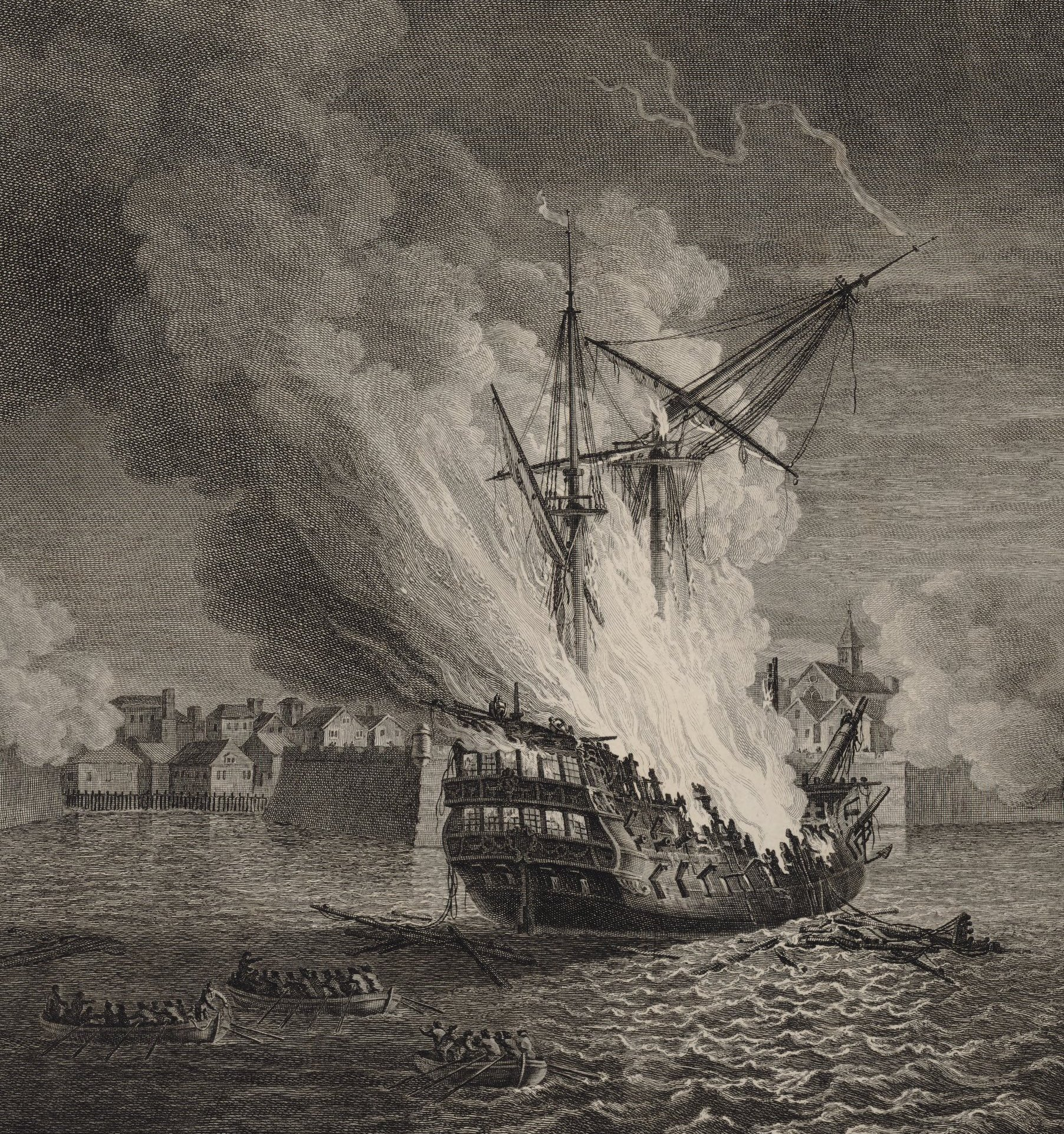
L’incendie du Prudent, dans la nuit du 26 au 27 juillet 1758.

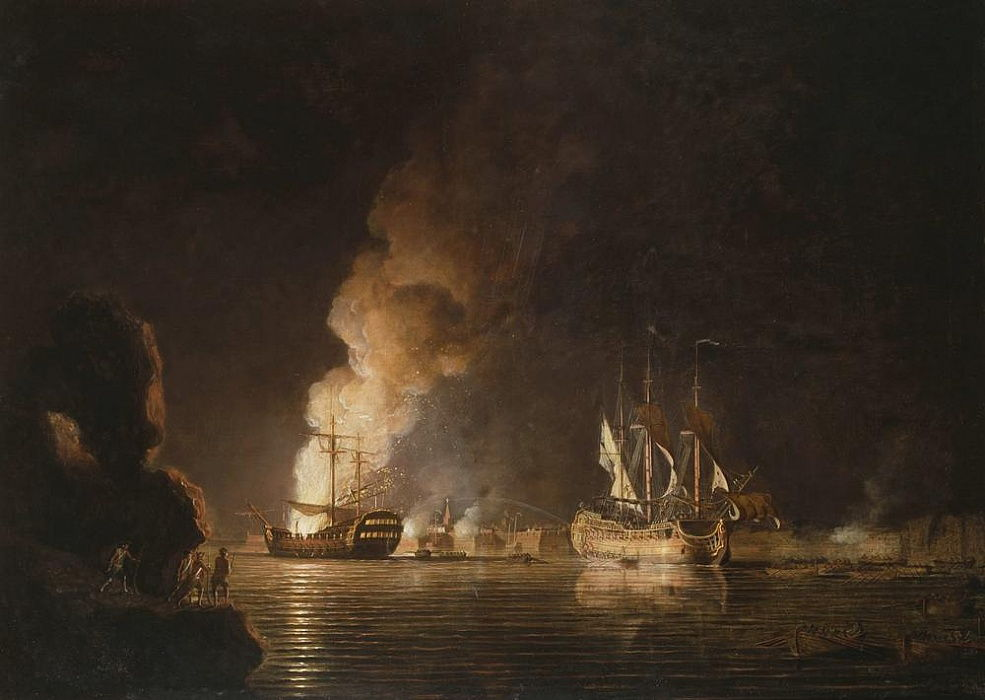
Le Prudent en feu et le Bienfaisant capturé.

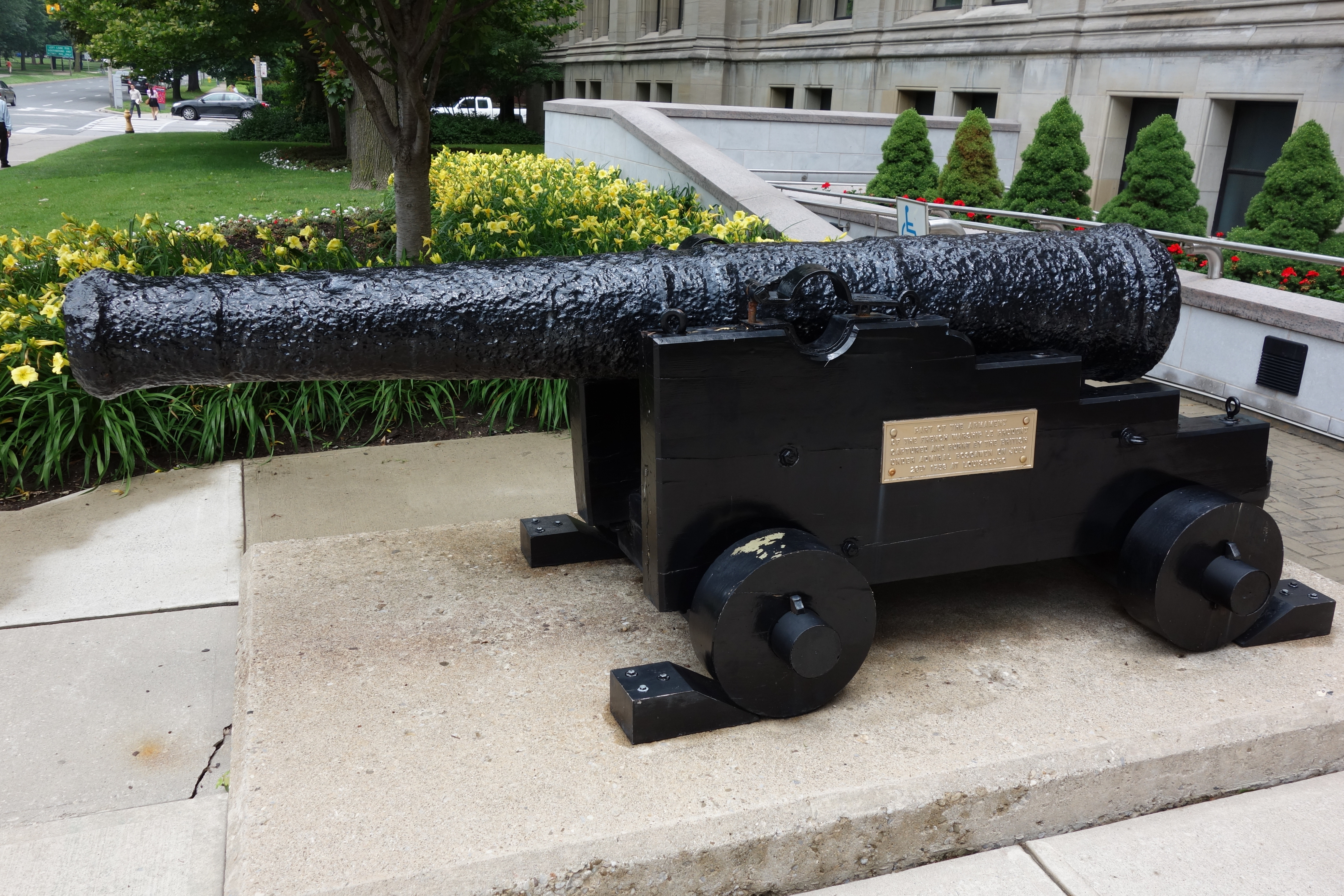
Canon du Prudent exposé à Toronto.

En 1755, la guerre reprenait entre la France et l’Angleterre. Le Prudent passa sous les ordres du chef d’escadre d’Aubigny et partit faire une croisière aux Antilles avec deux frégates. Cette petite division avait pour objectif de ravitailler les îles du Vent, mission qu’elle accomplit avec bonheur. Le 11 mars 1756, de concert avec l’une de ses frégates (l’Atalante), le Prudent se lança dans les eaux de la Martinique à la poursuite d’un vaisseau anglais de 60 canons, le HMS Warwick, qui fut contraint de se rendre.
En 1757, le Prudent stationne avec un autre vaisseau dans la rade de l’île d'Aix lors de l’attaque anglaise contre Rochefort. Pour échapper à la capture, il se réfugie dans la Charente pour gagner Rochefort. En 1758, la situation dans l’Atlantique devenant de plus en plus difficile pour la flotte française, il reçut au début de l’année la mission de se rendre à Louisbourg pour participer à la défense de ce port essentiel à la sécurité du Canada français. Sous les ordres du marquis des Gouttes, il prit seul la mer à une date indéterminée et arriva à bon port. Il fut rejoint un peu plus tard par la division de cinq vaisseaux de Beaussier de l'Isle, Des Gouttes prenant le commandement de l’ensemble.
C’est alors qu’arriva le 2 juin une puissante flotte anglaise de vingt ou vingt-deux vaisseaux et dix-huit frégates. Elle escortait plus de cent navires de transport qui débarquèrent 12 000 hommes de troupe chargé d'attaquer la place. Ne pouvant raisonnablement pas affronter le trop grand nombre de vaisseaux adverses appuyant cette attaque, le Prudent fut contraint, avec les autres navires, de se réfugier dans le port. Le siège se resserrant de plus en plus, les bâtiments finirent par se retrouver à portée de tir de l’artillerie anglaise basée à terre.
Le 21 juillet 1758, sur la fin de la journée, une bombe tomba sur le Célèbre et perça la soute aux poudres. L’explosion qui s'ensuivit fit voler en éclats ses œuvres mortes et jeta une grande quantité de débris enflammés sur l’Entreprenant et le Capricieux mouillés tout près. En un instant, les cordages et les voiles de ces navires s’embrasèrent. La plus grande partie des équipages ayant été mis à terre pour participer à la défense de la place, il fut impossible de maîtriser l’incendie, d’autant que les Anglais, voyant la scène, se mirent à tirer à boulets rouges sur les trois bâtiments pour précipiter leur perte. C’est à grand peine que les marins purent sauver les deux vaisseaux encore intacts, le Prudent et le Bienfaisant car les canons chargés des navires en feu tiraient en tous sens au fur et à mesure que le feu les atteignait.
Dans la nuit du 26 juillet, les Anglais repartirent à l’attaque contre les deux derniers navires français. Entre minuit et une heure du matin, une flottille de barques montées par 600 soldats et marins se glissa en silence le long de l’île de l’Entrée alors qu’une attaque de diversion était montée de l’autre côté de la forteresse pour y attirer l’attention des Français. Pendant ce temps là, la flottille se divisa en deux escouades qui s’approchèrent du Prudent et le Bienfaisant reconnaissables à leur fanaux malgré le brouillard et l’obscurité. Ce ne fut qu’au moment où elles accostèrent sur les flancs des navires que les sentinelles les virent et jetèrent des cris d’alarme auquel les Anglais répondirent par de formidables hourras en montant à l’abordage. Les équipages, dont la plus grande partie était à terre furent immédiatement submergés. 
Au bruit du combat, les batteries françaises à terre firent feu quelques instants au risque de blesser l’un des leurs. Il était de toute façon trop tard pour sauver les deux vaisseaux. Le Prudent étant échoué à marée basse, les Anglais y mirent le feu, illuminant le port et les environs de la lueur de l’incendie. Le vaisseau fut entièrement détruit. Quant au Bienfaisant, il fut pris en remorque par les barques anglaises pour être ancré sous la protection de leurs batteries au nord-est de la rade avant d’être intégré comme prise de la guerre à la Royal Navy.